# Grand Prix automobile d'Afrique du Sud 1985
Résultats du Grand Prix automobile d'Afrique du Sud de Formule 1 1985 qui a eu lieu sur le circuit du Kyalami près de Johannesburg le 19 octobre 1985.

## Classement
| Pos. | No | Pilote             | Écurie                 | Tours | Temps/Abandon                      | Grille | Points |
| ---- | -- | ------------------ | ---------------------- | ----- | ---------------------------------- | ------ | ------ |
| 1    | 5  | Nigel Mansell      | Williams-Honda         | 75    | 1 h 28 min 22 s 866 (208,959 km/h) | 1      | 9      |
| 2    | 6  | Keke Rosberg       | Williams-Honda         | 75    | + 7 s 572                          | 3      | 6      |
| 3    | 2  | Alain Prost        | McLaren-TAG            | 74    | + 1 tour                           | 9      | 4      |
| 4    | 28 | Stefan Johansson   | Ferrari                | 74    | + 1 tour                           | 16     | 3      |
| 5    | 17 | Gerhard Berger     | Arrows-BMW             | 74    | + 1 tour                           | 11     | 2      |
| 6    | 18 | Thierry Boutsen    | Arrows-BMW             | 74    | + 1 tour                           | 10     | 1      |
| 7    | 3  | Martin Brundle     | Tyrrell-Renault        | 73    | + 2 tours                          | 17     |        |
| Abd. | 11 | Elio De Angelis    | Lotus-Renault          | 52    | Moteur                             | 6      |        |
| Abd. | 29 | Pierluigi Martini  | Minardi-Motori Moderni | 45    | Radiateur                          | 19     |        |
| Abd. | 1  | Niki Lauda         | McLaren-TAG            | 37    | Turbo                              | 8      |        |
| Abd. | 4  | Philippe Streiff   | Tyrrell-Renault        | 16    | Accident                           | 18     |        |
| Abd. | 12 | Ayrton Senna       | Lotus-Renault          | 8     | Moteur                             | 4      |        |
| Abd. | 27 | Michele Alboreto   | Ferrari                | 8     | Turbo                              | 15     |        |
| Abd. | 7  | Nelson Piquet      | Brabham-BMW            | 6     | Soupape                            | 2      |        |
| Abd. | 20 | Piercarlo Ghinzani | Toleman-Hart           | 4     | Moteur                             | 13     |        |
| Abd. | 19 | Teo Fabi           | Toleman-Hart           | 3     | Moteur                             | 7      |        |
| Abd. | 8  | Marc Surer         | Brabham-BMW            | 3     | Soupape                            | 5      |        |
| Abd. | 24 | Huub Rothengatter  | Osella-Alfa Romeo      | 1     | Panne électrique                   | 20     |        |
| Abd. | 22 | Riccardo Patrese   | Alfa Romeo             | 0     | Collision                          | 12     |        |
| Abd. | 23 | Eddie Cheever      | Alfa Romeo             | 0     | Collision                          | 14     |        |
| Np.  | 33 | Alan Jones         | Lola-Hart              |       | Forfait                            |        |        |

## Pole position et record du tour
- Pole position : Nigel Mansell en 1 min 02 s 366 (vitesse moyenne : 236,898 km/h).
- Meilleur tour en course : Keke Rosberg en 1 min 08 s 149 au 74e tour (vitesse moyenne : 216,796 km/h).

## Tours en tête
- Nigel Mansell : 74 (1-7 / 9-75)
- Keke Rosberg : 1 (8)

## À noter
- 2e victoire pour Nigel Mansell.
- 21e victoire pour Williams en tant que constructeur.
- 6e victoire pour Honda en tant que motoriste.
- 1ers points pour Gerhard Berger. Berger, au volant de la seconde monoplace de l'écurie ATS, s'était classé sixième du Grand Prix d'Italie 1984 mais n'avait pas inscrit de point car l'écurie n'avait, à l'entame du championnat, engagé qu'une seule voiture.
- Alan Jones (Lola-Hart), qualifié en 18e position sur la grille de départ n'a pas pris part à la course en raison, officiellement, de problèmes de santé[1].
- Philippe Streiff a piloté la seconde voiture de l'écurie Tyrrell-Renault en remplacement de Stefan Bellof, mort lors des 1 000 kilomètres de Spa.
- À la demande du gouvernement français qui dénonce la politique d'Apartheid en Afrique du Sud, les écuries Ligier et Renault n'ont pas pris part à la course[2], tout comme l'écurie allemande Zakspeed, pour la même raison.
- Quelques jours après la course, le président de la FISA, Jean-Marie Balestre, annonce que le championnat du monde de Formule 1 ne retournera plus en Afrique du Sud en raison de l'Apartheid.
- Dernier Grand Prix de Formule 1 dont la course s'est tenue un samedi avant le Grand Prix de Las Vegas 2023.
- Dernière course disputée sur le tracé original du circuit de Kyalami.